# 仲本章夫
仲本 章夫（なかもと あきお、1935年10月12日 - ）は、日本の哲学者、東京都立商科短期大学名誉教授。

## 略歴
東京生まれ。1961年東京大学文学部哲学科卒業。東京都立大学 (1949-2011)大学院人文科学研究科博士課程満期退学、東京都立商科短期大学助教授、教授を務め、1999年定年退官、名誉教授となる。    

## 著書
- 『論理学』 (唯物論叢書） 汐文社 1974
- 『論理学入門』青木書店 1977
- 『科学的理念と認識論』青木書店 1982
- 『理性の復権』 (新日本新書)新日本出版社 1985 増補版・学習の友社 1994
- 『生活のなかの哲学』創風社 1987
- 『形式論理学入門』創風社 1987
- 『続・生活のなかの哲学』創風社 1988
- 『現代の流行思想』学習の友社 1990
- 『哲学入門』創風社 1992
- 『論理と認識の世界』創風社 1993
- 『科学思想論』創風社 1998
- 『論理学入門』創風社 2001

### 編著
- 『認識・知識・意識 現代的到達点を探る』編著. 創風社 1992
- 『現代哲学のトポス 世紀末・自然科学・環境』編著. 創風社 2000

### 翻訳
- ソ連科学アカデミー哲学研究所編『現代ソビエト哲学』大井正共訳 刀江書院 1966
- ゲ・イ・ツァレゴロドツェフ『弁証法的唯物論と医学』木下順一共訳 (りぶらりあ選書) 法政大学出版局 1984

## 論文
- ＜仲本章夫